# Grayenulla wilganea
Grayenulla wilganea là một loài nhện trong họ Salticidae.
Loài này thuộc chi Grayenulla. Grayenulla wilganea được Marek Żabka & Gray miêu tả năm 2002.